# Charismatische Herrschaft
Die Bezeichnung charismatische Herrschaft wurde 1919 von dem deutschen Soziologen Max Weber geprägt und beschreibt die soziale Beziehung zwischen einem Charismaträger (Herrscher) und einem Charismagläubigen (Volk) in einer Herrschaftsbeziehung.

## Konzept
Der Träger von Charisma habe in der charismatischen Herrschaft eine Führungsposition, die ihm Autorität und Befehlsgewalt verleiht und Massengehorsam erzeugt. Der Glaube an den Charismatiker bleibt an die Wahrnehmung gebunden, dass er die in ihn gesetzten kollektiven Hoffnungen (seine Aufgabe, seine Sendung) erfüllt. Die Autorität des Führenden gründet sich auf einzigartige Persönlichkeitsmerkmale, welche zu einer hohen Identifikation der Charismagläubigen mit den Zielen und Visionen des Charismaträgers führen. Ist diese Identifikation gegeben, kann sie die Geführten zu außerordentlichen Leistungen oder Handlungen motivieren. Es entwickelt sich eine vorwiegend emotionale und ideelle Führer-Geführten-Beziehung, in der die Geführten sich sowohl mit dem eigenen Kollektiv als auch mit dem Führer dieses Kollektivs als gemeinschaftlich verbunden wahrnehmen.

## Rainer Lepsius
Das Modell der charismatischen Herrschaft wurde später weiterentwickelt von dem deutschen Soziologen Rainer Lepsius, der es um drei Situationen erweiterte:
- latente charismatische Situation,
- manifeste charismatische Situation,
- Struktur charismatischer Herrschaft.

### Latente charismatische Situation
In einer latenten charismatischen Situation wird beispielsweise vom Volk eine Krise wahrgenommen, welche die verantwortlichen Akteure nicht bewältigen können. Die Delegitimierung der Verantwortlichen schafft ein Machtvakuum, in welchem das Volk auf die Führung eines „starken Mannes“ hofft.
Latente charismatische Situationen:
- 1925: Orientierungslosigkeit nach der Niederlage im Ersten Weltkrieg und dem Zusammenbruch der Monarchie. Charismatiker: Hindenburg, „Ersatzkaiser“;
- 1932/1933: Orientierungslosigkeit durch Notverordnungen und gesellschaftliche Spannungen, die durch die Wirtschaftskrisen 1923 und 1929 hervorgerufen wurden (6 Mio. Arbeitslose). Charismatiker: Hitler.

### Manifeste charismatische Situation
Die manifeste charismatische Situation tritt ein, wenn ein Charismatiker Vertrauen und Glauben der Bevölkerung gewinnen konnte. Der Charismatiker bezieht sich in der Regel auf:
- letzte Werte wie „Rettung vor dem Untergang“, „Überleben“, nicht aber auf die Implementation konkreter Lösungsmaßnahmen;
- die Hoffnung auf etwas Neues: Beispiel „Deutschland erwache!“ Die euphematische Entschlossenheit dominiert dabei zumeist die inhaltliche Aussage;
- ein dichotomisches Weltbild. Beispiel: „Bürgerkrieg oder NSDAP“.

### Struktur charismatischer Herrschaft
Der Charismatiker lässt keine Kontrolle seines Handelns zu, beachtet keine Verfahren, entspricht keinen Rollenerwartungen und verdrängt alle Akteure, die seine Position durch Regeln oder Mitspracherechte eingrenzen wollen. Nach Max Weber ist die charismatische Herrschaft dennoch legitim, solange die Gefolgschaft des Charismatikers an dessen Werte und Tugenden glaubt und dessen Handeln sich bewährt.
Parallel mit dem Aufstieg des charismatischen Herrschers erfolgt ein Rückgang der Institutionalisierung und der gesellschaftlichen Entscheidungsfindungsprozesse. Der Charismatiker wird zur alleinigen Entscheidungs- und Führungsinstanz, die sich keiner Koalition oder Handlungsbindung unterwirft. Er hat das alleinige Interpretationsmonopol.
Rainer Lepsius wirft dabei folgendes Problem auf: Das genuine Charisma, die unmittelbare Beziehung zwischen Charismaträger und Charismagläubigem, kann in einem pluralistischen Flächenstaat nicht mehr hergestellt werden. Lösungsansatz: Durch die Auflösung formaler Koordinationsverfahren (z. B. in der Bürokratie) fällt dem Charismatiker die zentrale Rolle als Koordinationsinstanz zu. Der Charismatiker wird somit ebenfalls zur zentralen Legitimationsinstanz des gesamten politischen Systems (Beispiel Hitler – Drittes Reich).
Eine besondere Erscheinungsform sei das „Erbcharisma“, das unabhängig vom persönlichen Charisma wirksam wird, in der Vorstellung, dass Charisma eine Qualität des Blutes sei und also an der Sippe des ursprünglichen (realen oder fiktiven) Charismaträgers hafte. Das ursprüngliche Charisma eines Dynastiegründers strahlt also auf seine Nachfahren ab. Weber spricht von Gentilcharisma, der Vorstellung von der besonderen Begnadung einer Sippe, und von Erbcharisma, dem Glauben an die besondere Begabung des Erstgeborenen. Beides war zu allen Zeiten eine der Entstehungsbedingungen für die Staatsform der Erbmonarchie, wird aber noch augenfälliger in Wahlsystemen. Beispiele sind etwa die Julier im antiken Rom, die Tuskulaner, die von 931 bis 1031 acht Päpste stellten, die Habsburger als „ewige“ Wahlkaiser des Heiligen Römischen Reichs oder heute die amerikanischen Familien Kennedy, Clinton und Bush.